# Bertil Hylmö
Bertil Hylmö, född 8 mars 1915 i Varberg, död 20 juni 2001 i Bjuvs församling, Skåne län
, var en svensk botaniker och direktör. 
Hylmö blev 1953 filosofie doktor och docent i fysiologisk botanik vid Lunds universitet. Han var från 1939 verksam vid uppbyggnaden av livsmedelsföretaget Findus i Bjuv och var forskningschef där 1943–1962. Hylmö blev i samband med Nestlés uppköp av Findus 1962 vd för det nystartade forsknings- och utvecklingsbolaget Nordreco och innehade denna post till 1976. Forskningen omfattade bland annat metoder för lagring av potatis.
Han utförde från 1960-talet och framåt privat forskning inom växtsläktet oxbär (Cotoneaster); arten hylmöoxbär (Cotoneaster hylmoei) är uppkallad efter honom.
Hylmö fick Livsmedelsföreningens pris 1972.